# نيكولا جوزيف لوران غيلبرت
نيكولا جوزيف لوران غيلبرت (بالفرنسية: Nicolas Gilbert)‏ هو كاتب وشاعر فرنسي، ولد في 15 ديسمبر 1750 في Fontenoy-le-Château ‏ في فرنسا، وتوفي في 16 نوفمبر 1780 في باريس في فرنسا.